# Turiška vas na Pohorju
Turiška vas na Pohorju je naselje v Občini Slovenska Bistrica.